# Plaza Cleto González Víquez
La Plaza Cleto González Víquez (informalmente conocida como: Plaza González Víquez o Plaza Víquez) es la más grande de las plazas de la ciudad de San José, Costa Rica y se ubica en el distrito de Catedral. Fue denominada de esa forma en homenaje al presidente de la República Cleto González Víquez.
Se caracteriza por poseer varias estructuras independientes para el deporte y el esparcimiento: la piscina municipal Claudia Poll, un pequeño gimnasio multiusos, una cancha de fútbol con césped sintético y pista atlética (llamada Mario "Catato" Cordero) y áreas recreativas para niños.  El mantenimiento y administración de la plaza está a cargo del Comité Cantonal de Deportes de la Municipalidad de San José.
La plaza data de 1925,  siendo un sitio histórico y emblemático de la capital costarricense. Tiene forma rectangular, con aproximadamente 250 m de largo por 125 de ancho, y hacia ella convergen varias calles y avenidas de mucho tránsito vehicular.

## Historia
En unos terrenos vendidos por el señor Santiago Güell, se construyó una plaza a la que se le dio el nombre de Colección. En sus primeros años estuvo dividida diagonalmente por el camino Real a Desamparados. Posteriormente por el trazo de la vía ferroviaria que funciona como enlace de las terminales del Ferrocarril al Pacífico y al Atlántico, quedó fraccionada la plaza en la sección Norte, de Oeste a Noreste. Esta misma división se mantiene hasta en la actualidad por el paso de dicha línea férrea. 
Durante la primera administración de Cleto González Víquez (de 1906 a 1910), su Gobierno compró y donó este terreno para la práctica del deporte, así que se le empezó a denominar con su nombre antes de que fuera oficial. González Víquez fue uno de los políticos que más apoyó el desarrollo del fútbol y el deporte en general en Costa Rica, sobre todo en su primer mandato. Sin embargo, la plaza se inauguró oficialmente hasta el 18 de diciembre de 1925, asignándosele el nombre ya conocido. La plaza tiene un monumento de piedra a su memoria, erigido en 1966.
En esta plaza se jugó principalmente béisbol y fútbol. El juego inaugural en 1925 lo disputaron las primeras divisiones del CS La Libertad y el CS Herediano, con triunfo liberto 2-1. Esa vez, el saque de honor en el centro del campo lo hizo el propio Cleto González Víquez, quien ya no era presidente para ese entonces.
En décadas posteriores, la Plaza fue escenario de juegos de fútbol y béisbol, turnos, y sobre todo, de las fiestas cívicas de fin y principio de año, con corridas de toros y juegos mecánicos, hasta que éstas fueron trasladadas definitivamente en 1969 al distrito de Zapote, en una zona que ofrecía un campo ferial más amplio y apropiado. Paralelo a ello, se construyeron otras obras públicas que se encuentran en la actualidad, como la piscina olímpica y el gimnasio. 
Sin lugar a dudas, y debido a sus grandes dimensiones, la plaza González Víquez es uno de los puntos de referencia más utilizados en los barrios josefinos aledaños como Vasconia, La Cruz y San Cayetano, al igual que barrios un poco más distantes como Luján y —en general— en todo el sur de la ciudad. 
La plaza González Víquez actual ha evolucionado a un parque recreativo con mejores instalaciones y zonas verdes para el recreo de los niños y los adultos, gracias a la mencionada cancha de fútbol, piscina, cancha de fútbol cinco y playgrounds. Además, la reactivación del servicio del tren metropolitano le ha dado un mayor empuje por ser una de las estaciones más importantes del sector Sur de la capital, recobrando de esta forma una gran parte de su identidad.